# Cantiere navale di Monfalcone
Il cantiere navale di Monfalcone, la cui attuale denominazione ufficiale è Fincantieri - Cantiere Navale di Monfalcone, è un cantiere navale con sede in Monfalcone nel quartiere di Panzano.
Lo stabilimento, attualmente, è il più grande di Fincantieri ed è impegnato nella costruzione di navi da crociera ad elevato tonnellaggio.

## Storia

### Le origini e il Cantiere navale triestino
La storia del cantiere navale di Monfalcone inizia nel 1907 quando la famiglia Cosulich, originaria di Lussinpiccolo e proprietaria della Società Triestina di Navigazione, decide di investire a Monfalcone fondandovi un cantiere navale. Le attività in città iniziano ufficialmente il 3 aprile 1908, quando viene inaugurato il Cantiere navale triestino.
Le attività del cantiere sono sin dai primi anni concentrate nella produzione di navi mercantili e militari.
Durante la prima guerra mondiale i cantieri vengono pressoché abbandonati perché troppo vicini al fronte, anche se la produzione non si arresta del tutto, impegnandosi prevalentemente nella costruzione di sommergibili. Al termine del conflitto il cantiere esce pesantemente danneggiato.
Le attività riprendono negli anni '20, periodo dal quale ha inizio anche nella produzione di aeromobili.
Le attività del Cantiere navale triestino cessano nel 1929, anno in cui lo stabilimento si fonde con lo Stabilimento tecnico triestino dando origine ai Cantieri Riuniti Dell'Adriatico.
Le più significative realizzazioni del Cantiere navale triestino furono quelle dei transatlantici gemelli "Saturnia", "Vulcania", "Neptunia" e "Oceania".

#### Le officine aeronautiche
La produzione aeronautica inizia nel 1923, anno di fondazione delle Officine Aeronautiche da parte della famiglia Cosulich, proprietaria dal 1921 della Società Italiana Servizi Aerei (SISA).
Nei primi anni di attività la direzione tecnica e progettuale venne affidata all'ingegner Raffaele Conflenti, il quale venne successivamente affiancato in qualità di vicedirettore tecnico da un giovane Filippo Zappata.
I numerosi velivoli prodotti, sia ad uso civile che militare, inizialmente assumono l'originaria sigla CNT e successivamente la definitiva CANT, ovvero Cantieri Aeronautici e Navali Triestini. Il primo velivolo di successo uscito dalle officine di Monfalcone è il biplano trimotore CANT 6, successo continuato in campo militare con i modelli CANT 7 e CANT 18, utilizzati dal 1923 nelle scuole di volo della neonata Regia Aeronautica, ed in campo civile con i CANT 10 e CANT 22, utilizzati dal 1926 per i primi servizi di linea.
Con la fusione del cantiere nei neonati Cantieri Riuniti Dell'Adriatico, la denominazione delle officine aeronautiche viene mutata in CRDA CANT.

### Cantieri Riuniti Dell'Adriatico
I Cantieri Riuniti dell'Adriatico (C.R.D.A.) nascono il 18 settembre 1930, con sede a Trieste, dalla fusione dello Stabilimento Tecnico Triestino e del Cantiere navale triestino. Presidente della società, l'Ammiraglio Umberto Cagni.
Nel 1933 i Cantieri Riuniti dell'Adriatico entrano nell'orbita dell'IRI; tuttavia la famiglia Cosulich resta alla direzione del cantiere fino al 1949, anno della morte di Augusto Cosulich.
Nel frattempo le Officine Aeronautiche vengono riorganizzate e potenziate: nel 1935-1936 viene appositamente allestito l'aeroporto di Ronchi dei Legionari, dove poter testare i nuovi modelli CANT. Tra il 1926 e il 1935 vengono realizzati circa 140 velivoli su licenza SIAI, aerei che complessivamente conquistano oltre 40 record mondiali. Per volere di Italo Balbo il capo designer diventa Filippo Zappata, che aveva lavorato con Louis Blériot.
La società, grazie all'integrazione tra gli stabilimenti di Monfalcone, Trieste, Venezia e Pola, crea un polo navalmeccanico all'avanguardia nella produzione di motori, macchine elettriche e velivoli che viene a contare, nel periodo prebellico, oltre 12 000 dipendenti.
La produzione navale, nel frattempo, conduce in parallelo costruzione di transatlantici e sommergibili.

#### La seconda guerra mondiale
Il cantiere viene pesantemente bombardato dalla RAF il 19 marzo, il 4 e il 20 aprile 1944. Questi bombardamenti distruggono completamente le Officine Aeronautiche e i velivoli in costruzione. Negli anni successivi soltanto il cantiere viene ricostruito, mentre le Officine Aeronautiche cessano la loro produzione.

#### Il dopoguerra

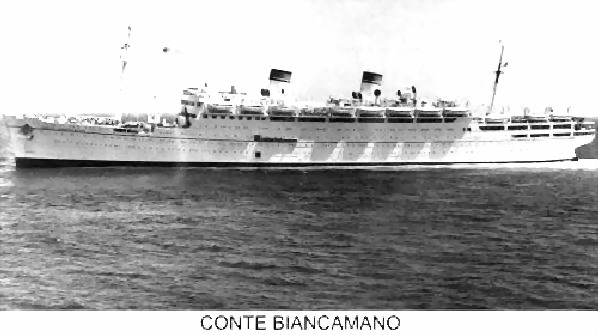
Il Conte Biancamano dopo la ricostruzione.

Il dopoguerra e la ricostruzione sono uno dei momenti più alti per la cantieristica nazionale, impegnando tutto il personale nella ricostruzione non solo degli stabilimenti, ma anche delle imbarcazioni danneggiate.
A Monfalcone uno dei massimi protagonisti è il direttore del Cantiere Nicolò Costanzi. Già nel 1950 viene demolito il relitto del Conte di Savoia, costruito a Trieste nei Cantieri Riuniti dell'Adriatico all'inizio degli anni trenta, ed eseguito il riallestimento del Conte Biancamano, al quale hanno collaborarono pittori come Massimo Campigli, Mario Sironi, Roberto Crippa.
Nel frattempo, a Trieste e Monfalcone vengono costruiti l'Augustus e il Giulio Cesare, il primo transatlantico italiano costruito nel dopoguerra, varato nel 1951.

### Italcantieri e Fincantieri
All'inizio del 1966, il governo elabora un piano di riordino della cantieristica nazionale che prevede un nuovo raggruppamento denominato Italcantieri – Cantieri Navali Italiani, società facente parte della galassia IRI, in cui confluiscano il Cantiere navale di Sestri Ponente, i Cantieri Riuniti dell'Adriatico di Monfalcone e Trieste e il Cantiere navale di Castellammare di Stabia.
La produzione nel periodo Italcantieri presenta nomi importanti per il mercato nazionale: risalgono a questo periodo il sommergibile Enrico Toti e la portaerei Giuseppe Garibaldi. A cavallo con il cambio di amministrazione, dal cantiere nasce la piattaforma Micoperi 7000, costruzione unica nel suo genere mai realizzata dall'industria.
Le attività della società Italcantieri proseguono sino al 1984, anno in cui la finanziaria Fincantieri che già la controllava la ingloba e assume il diretto controllo delle attività.
Con la nuova governance Fincantieri il cantiere di Monfalcone abbandona definitivamente il mercato militare e si concentra esclusivamente alla produzione di navi da crociera.
In occasione del centenario dall'inaugurazione, il 27 marzo 2008 il Presidente della Repubblica Giorgio Napolitano si è recato in visita al cantiere di Monfalcone per inaugurare la mostra Cantiere 100 anni di navi a Monfalcone. La mostra è stata aperta al pubblico dal successivo 3 aprile fino al 21 dicembre 2008. Fincantieri ha inoltre pubblicato il catalogo della mostra curato da Matteo Martinuzzi.
La storia del cantiere e il rapporto con la città, dal 2017 sono raccontate dal Polo museale della cantieristica navale di Monfalcone, inaugurato al pianterreno dell'ex "albergo operai".

## Il cantiere oggi
Attualmente il Cantiere fa parte del gruppo Fincantieri e risponde alla direzione navi mercantili, producendo navi ad elevato tonnellaggio per i principali operatori crocieristici mondiali.
Lo stabilimento, esteso ben 787 000 metri quadrati, 252 000 dei quali coperti, è il più grande di Fincantieri. Lo stabilimento è dotato di moderne tecnologie per il taglio delle lamiere mediante l'uso di laser e di nuovi capannoni per le pitturazioni. Per la costruzione vera e propria delle navi è dotato di un bacino da 350 x 56 metri con 2 gru a cavalletto da 400 tonnellate ciascuna e di due banchine da 515 e 550 metri.
Nello stabilimento possono essere condotte al massimo 3 costruzioni contemporaneamente, situazione sempre più frequente negli ultimi anni visto il carico di lavoro sempre maggiore.

## Costruzioni

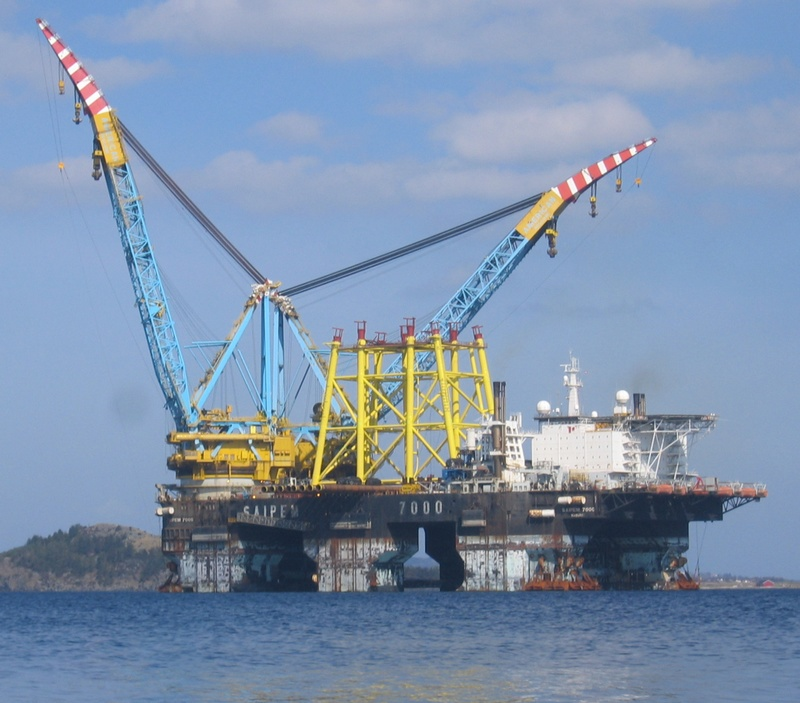
La Saipem 7000 (ex Micoperi 7000).

Le produzioni "storiche" del cantiere, tra cui si ricordano i transatlantici Saturnia e Vulcania e la motonave Augustus rappresentano ancora oggi un'eccellenza per l'ingegneria navale.
Tra le realizzazioni più importanti si ricordano la piattaforma off-shore "Micoperi 7000", le petroliere costruite per l'Eni lunghe oltre 250 m e le bulk-carrier lunghe oltre 320 m con 131 000 tonnellate di stazza lorda.

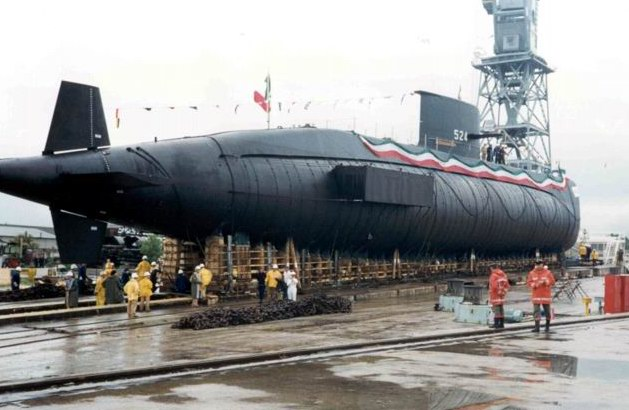
Varo del sommergibile Longobardo.

Tra le costruzioni fatte per la Marina Militare i sommergibili classe Toti, varati tra il 1967 e il 1968, e classe Sauro, varati tra il 1976 e il 1993, e soprattutto la portaerei Garibaldi, varata il 4 giugno 1983 che ha ricoperto il ruolo di ammiraglia della flotta della Marina Militare prima del varo della portaerei Cavour.

Il varo dell'incrociatore portaeromobili Garibaldi
il 4 giugno 1983.

All'inizio degli anni novanta il cantiere rivolge la sua produzione alla costruzione di prestigiose navi da crociera, iniziando nel 1990 con la "Crown Princess" e continuando con varie unità per la Holland America Line, fino alla costruzione nel 1995 della "Carnival Destiny" per la Carnival Corporation, della "Grand Princess" nel 1998, della "Golden Princess" nel 2001 e della "Star Princess" nel gennaio 2002, costruite tutte per l'armatore britannico P&O Princess Cruises. Costruzioni davvero notevoli, non solo per lunghezza e tonnellaggio delle navi, ma anche, e soprattutto, per la loro qualità e il loro stile.
Il cantiere è ancora oggi impegnato nella costruzione di navi da crociera per i principali operatori mondiali; navi che, per l'alta capacità non solo infrastrutturale ma anche della manodopera dello stabilimento, infrangono continuamente record a livello nazionale e non solo.

### Principali realizzazioni
| Nome                       | Immagine | Tipo di costruzione                      | Anno varo | Società                        | Dati particolari |
| -------------------------- | -------- | ---------------------------------------- | --------- | ------------------------------ | --- |
| Trieste                    |          | Piroscafo                                | 1908      | N.D.                           | Prima unità varata dal cantiere |
| Kaiser Franz Josef         |          | Transatlantico                           | 1911      | Austro-Americana               | Al momento del varo, la più grande imbarcazione mai costruita in un cantiere del Mediterraneo. |
| Kaiserin Elisabeth         |          | Piroscafo                                | 1917      | N.D.                           | Doveva essere un'imbarcazione più grande del Kaiser Franz Josef, ma è stata distrutta durante i bombardamenti della prima guerra mondiale. |
| Victoria                   |          | Piroscafo                                | 1920      | N.D.                           | Primo piroscafo del dopoguerra |
| Dora                       |          | Petroliera                               | 1921      | N.D.                           | Prima petroliera costruita dal cantiere navale |
| Mauly                      |          | Piroscafo                                | 1924      | N.D.                           | Prima imbarcazione con motori diesel |
| Saturnia                   |          | Transatlantico                           | 1925      | N.D.                           | |
| Vulcania                   |          | Transatlantico                           | 1926      | N.D.                           | |
| Nereide                    |          | Sommergibile                             | 1933      | Regia Marina                   | |
| Sirena                     |          | Sommergibile                             | 1933      | Regia Marina                   | |
| Naiade                     |          | Sommergibile                             | 1933      | Regia Marina                   | |
| Anfitrite                  |          | Sommergibile                             | 1933      | Regia Marina                   | |
| Piłsudski                  |          | Transatlantico                           | 1935      | Gdynia America Line            | |
| Batory                     |          | Transatlantico                           | 1936      | Gdynia America Line            | |
| Galatea                    |          | Sommergibile                             | 1937      | Regia Marina                   | |
| Ramb II                    |          | Bananiera                                | 1937      | Marina Mercantile Italiana     | |
| Ondina                     |          | Sommergibile                             | 1937      | Regia Marina                   | |
| Barbarigo                  |          | Sommergibile                             | 1938      | Regia Marina                   | |
| Stockholm                  |          | Transatlantico                           | 1938      | Swedish American Line          | Per il suo tempo rappresentava la più grande nave a tre eliche del mondo. Da non confondere con l'omonima nave che causò l'affondamento dell'Andrea Doria, anche se ebbe una vita altrettanto spiacevole: durante i lavori di allestimento, si ruppe una passerella che causò 9 morti e altrettanti feriti. Varata a maggio 1938, a fine anno viene distrutta da un terribile incendio. Dopo un totale restauro, viene varata nuovamente nel 1940, ma a causa della guerra non viene mai consegnata all'armatore. Sotto il nome di Sabaudia, viene affondata definitivamente nei pressi di Muggia nel 1944. |
| Leonardo da Vinci          |          | Sommergibile                             | 1939      | Regia Marina                   | |
| Ramb IV                    |          | Bananiera                                | 1940      | Marina Mercantile Italiana     | |
| Giada                      |          | Sommergibile                             | 1942      | Regia Marina                   | |
| Vortice                    |          | Sommergibile                             | 1943      | Regia Marina                   | |
| Daga                       |          | Torpediniere                             | 1943      | Regia Marina                   | |
| Pietro Calvi (già Bario)   |          | Sommergibile                             | 1943      | Regia Marina                   | |
| Gladio                     |          | Torpediniere                             | 1943      | Regia Marina                   | |
| Spada                      |          | Torpediniere                             | 1944      | Regia Marina                   | |
| Lancia                     |          | Torpediniere                             | 1944      | Regia Marina                   | |
| Pugnale                    |          | Torpediniere                             | 1944      | Regia Marina                   | |
| Alabarda                   |          | Torpediniere                             | 1944      | Regia Marina                   | |
| Sumatra                    |          | Nave mercantile                          | 1949      | Ostasiatiska Kompaniet         | |
| Ausonia                    |          | Nave passeggeri                          | 1957      | Adriatica di Navigazione       | |
| Giulio Cesare              |          | Transatlantico                           | 1951      |                                | Primo transatlantico costruito in Italia dalla fine della seconda guerra mondiale. |
| Galileo Galilei            |          | Transatlantico                           | 1963      | Lloyd Triestino                | |
| Guglielmo Marconi          |          | Transatlantico                           | 1963      | Lloyd Triestino                | |
| Oceanic                    |          | Transatlantico                           | 1965      | Home Lines                     | Al momento della consegna e fino al 1990, la più grande nave passeggeri realizzata in Italia per l’armamento non nazionale |
| Eugenio Costa              |          | Nave da crociera                         | 1966      | Costa Crociere                 | Prima nave da crociera costruita a Monfalcone. |
| Enrico Toti (S 506)        |          | Sommergibile                             | 1967      | Marina Militare                | Primo sommergibile costruito in Italia dalla fine della seconda guerra mondiale, attualmente visitabile al Museo "Leonardo da Vinci" di Milano. |
| Enrico Dandolo (S 513)     |          | Sommergibile                             | 1968      | Marina Militare                | Attualmente aperto al pubblico come museo presso l'arsenale di Venezia. |
| Nazario Sauro (S 518)      |          | Sommergibile                             | 1974      | Marina Militare                | Attualmente ormeggiato e aperto al pubblico come museo galleggiante presso il porto antico di Genova. |
| Guglielmo Marconi (S 521)  |          | Sommergibile                             | 1980      | Marina Militare                | |
| Giuseppe Garibaldi (C 551) |          | Portaerei                                | 1983      | Marina Militare                | Ultima nave varata per "scivolamento" |
| Micoperi 7000              |          | Nave officina Nave gru semi-sommergibile | 1987      | Saipem                         | Struttura, nel suo genere, attualmente ancora unica al mondo. Si noti che, data la sua enorme stazza, fu necessario costruirla in due parti distinte, data le dimensioni troppo piccole del bacino e, successivamente, unire i due spezzoni in mare. |
| Nuova Lloydiana            |          | Nave portacontainer                      | 1989      | Lloyd Triestino                | |
| Crown Princess             |          | Nave da crociera                         | 1989      | P&O Cruises                    | |
| Auriga                     |          | Mineraliera                              | 1990      |                                | La più grande nave mercantile mai realizzata in Italia al momento della consegna. |
| Regal Princess             |          | Nave da crociera                         | 1990      | P&O Cruises                    | |
| Statendam                  |          | Nave da crociera                         | 1993      | Holland America Line           | |
| Maasdam                    |          | Nave da crociera                         | 1993      | Holland America Line           | |
| Gazzana-Priaroggia         |          | Sommergibile                             | 1993      | Marina Militare                | Ultimo sommergibile costruito nel cantiere. Ultima costruzione militare. Dalla sua consegna, l'attività del cantiere si sposta esclusivamente sulla costruzione di navi da crociera. |
| Ryndam                     |          | Nave da crociera                         | 1994      | Holland America Line           | |
| Sun Princess               |          | Nave da crociera                         | 1995      | Princess Cruises               | |
| Carnival Destiny           |          | Nave da crociera                         | 1995      | Carnival Cruise Line           | Alla sua consegna, la più grande nave passeggeri al mondo e la prima nella storia a superare la soglia delle 100 000 tonnellate di stazza lorda |
| Dawn Princess              |          | Nave da crociera                         | 1997      | Princess Cruises               | |
| Grand Princess             |          | Nave da crociera                         | 1998      | Princess Cruises               | Al momento della consegna, la più grande nave passeggeri mai costruita nel mondo. |
| Sea Princess               |          | Nave da crociera                         | 1998      | Princess Cruises               | |
| Carnival Triumph           |          | Nave da crociera                         | 1999      | Carnival Cruise Line           | |
| Ocean Princess             |          | Nave da crociera                         | 2000      | Princess Cruises               | |
| Carnival Victory           |          | Nave da crociera                         | 2000      | Carnival Cruise Line           | |
| Golden Princess            |          | Nave da crociera                         | 2001      | Princess Cruises               | |
| Star Princess              |          | Nave da crociera                         | 2002      | Princess Cruises               | La nave è stata visitata durante l'allestimento in cantiere dal Presidente della Repubblica Carlo Azeglio Ciampi. |
| Carnival Conquest          |          | Nave da crociera                         | 2002      | Carnival Cruise Line           | Al momento della consegna, la più grande nave da crociera mai costruita in Italia. |
| Carnival Glory             |          | Nave da crociera                         | 2003      | Carnival Cruise Line           | |
| Caribbean Princess         |          | Nave da crociera                         | 2004      | Princess Cruises               | Al momento della consegna, la più grande nave da crociera mai costruita in Italia. |
| Carnival Valor             |          | Nave da crociera                         | 2004      | Carnival Cruise Line           | |
| Carnival Liberty           |          | Nave da crociera                         | 2005      | Carnival Cruise Line           | |
| Crown Princess             |          | Nave da crociera                         | 2006      | Princess Cruises               | Al momento della consegna, la più grande nave da crociera mai costruita in Italia. |
| Emerald Princess           |          | Nave da crociera                         | 2007      | Princess Cruises               | |
| Fram                       |          | Nave da crociera                         | 2007      | Hurtigruten                    | |
| Ventura                    |          | Nave da crociera                         | 2008      | P&O Cruises                    | Al momento della consegna, la più grande nave da crociera mai costruita in Italia. |
| Ruby Princess              |          | Nave da crociera                         | 2008      | Princess Cruises               | |
| Carnival Dream             |          | Nave da crociera                         | 2009      | Carnival Cruise Line           | Al momento della consegna, la più grande nave da crociera mai costruita in Italia. |
| Azura                      |          | Nave da crociera                         | 2010      | P&O Cruises                    | |
| Queen Elizabeth            |          | Nave da crociera                         | 2010      | Cunard                         | |
| Carnival Magic             |          | Nave da crociera                         | 2011      | Carnival Cruise Line           | |
| Carnival Breeze            |          | Nave da crociera                         | 2012      | Carnival Cruise Line           | |
| Royal Princess             |          | Nave da crociera                         | 2013      | Princess Cruises               | |
| Regal Princess             |          | Nave da crociera                         | 2014      | Princess Cruises               | |
| Britannia                  |          | Nave da crociera                         | 2015      | P&O                            | La più grande nave mai costruita da Fincantieri al momento della sua consegna. La più grande nave mai costruita per il mercato britannico. La nave ha dipinto sulla prua la più grande Union Jack del mondo. La prima nave costruita dalla Fincantieri di Monfalcone ad avere due fumaioli. La più grande nave da crociera posseduta da P&O. |
| Carnival Vista             |          | Nave da crociera                         | 2016      | Carnival Cruise Line           | |
| Majestic Princess          |          | Nave da crociera                         | 2017      | Princess Cruises               | Al momento della sua consegna, la più grande nave da crociera mai costruita in Italia e la prima espressamente dedicata al mercato cinese. La nave, per la cerimonia di presentazione, è stata visitata dal Presidente del Consiglio dei Ministri Paolo Gentiloni. |
| MSC Seaside                |          | Nave da crociera                         | 2017      | MSC Crociere                   | Al momento della sua consegna, la più grande nave da crociera mai costruita in Italia e in un bacino del Mediterraneo. Alla cerimonia di consegna ha partecipato il Presidente della Repubblica Sergio Mattarella. |
| MSC Seaview                |          | Nave da crociera                         | 2018      | MSC Crociere                   | |
| Costa Venezia              |          | Nave da crociera                         | 2019      | Costa Asia                     | |
| Sky Princess               |          | Nave da crociera                         | 2019      | Princess Cruises               | |
| Enchanted Princess         |          | Nave da crociera                         | 2020      | Princess Cruises               | |
| MSC Seashore               |          | Nave da crociera                         | 2021      | MSC Crociere                   | Al momento del varo, la più grande nave da crociera mai costruita in Italia. Alla consegna, si trattava della nave più lunga della flotta MSC Crociere. |
| Discovery Princess         |          | Nave da crociera                         | 2022      | Princess Cruises               | Ultima costruzione delle sei navi della classe Royal. |
| MSC Seascape               |          | Nave da crociera                         | 2022      | MSC Crociere                   | [ 17 ] |
| MSC Explora I              |          | Nave da crociera                         | 2023      | Explora Journeys Luxury Cruise | |
| Sun Princess               |          | Nave da crociera                         | 2024      | Princess Cruises               | In costruzione. Al momento del varo, la più grande nave da crociera costruita in Italia e la prima nave da crociera alimentata a gas liquefatto costruita da Fincantieri. |